# لوئیس جی. موردل
لوئیس جوئل موردل (انگلیسی: Louis Joel Mordell؛ ۲۸ ژانویهٔ ۱۸۸۸ – ۱۲ مارس ۱۹۷۲) ریاضی‌دان بریتانیایی زاده آمریکا بود که برای تحقیقات نوآورانه‌اش در نظریه اعداد شناخته شده است. وی در فیلادلفیا، ایالات متحده در خانواده‌ای یهودی با اصل و نسب لیتوانیایی زاده شد.